# Cercococcyx mechowi
Cuco-escuro (Cercococcyx mechowi) é uma espécie de cucos da família Cuculidae.
Pode ser encontrada nos seguintes países: Angola, Camarões, República Centro-Africana, República do Congo, República Democrática do Congo, Costa do Marfim, Guiné Equatorial, Gabão, Gana, Guiné, Libéria, Nigéria, Serra Leoa, Tanzânia, Togo e Uganda.